# Кара-Мустафа Дмитро Олексійович
Дмитро Олексійович Кара-Мустафа (нар. 30 жовтня 1972, Сорокине, Луганська область, УРСР) — радянський та український футболіст (півзахисник), футбольний тренер. Помічник головного тренера у молдовському клубі «Шериф».

## Кар'єра гравця
Вихованець луганського спортивного інтернату. Перші тренери — В. Д. Добіжа та В. П. Глухарьов. Розпочав кар'єру 1990 року в луганській «Зорі», яка виступала у Другій лізі СРСР. Згодом грав за свердловський «Шахтар» у турнірі колективів фізичної культури, а потім в аматорському чемпіонаті України. 1992 року повернувся до «Зорі», разом з якою брав участь в матчах Вищої ліги України. Його дебют у чемпіонаті відбувся 11 жовтня 1992 року у матчі проти львівських «Карпат» (1:3). Влітку 1994 року перейшов до луганського «Динамо» з Другої ліги України, де грав протягом року.
У серпні 1995 року став гравцем маріупольського «Металурга», який за підсумками сезону став переможцем Другої ліги. Перед початком наступного сезону 1996/97 року повернувся до «Зорі», проте через півроку знову перейшов до «Металурга», який посів третє місце у Першій лізі і вийшов у Вищу. 1998 року грав у другому дивізіоні Росії за шахтинський «Шахтар». З 1998 по 2004 рік був гравцем свердловського «Шахтаря», який брав участь в аматорських турнірах.

## Кар'єра тренера
З 2003 по 2006 рік тренував свердловський «Шахтар», який виступав в аматорському чемпіонаті України. У сезоні 2007/08 року клуб почав виступати у Другій лізі України, а Кара-Мустафа очолював колектив на професіональному рівні протягом двох років. У лютому 2010 року очолив мелітопольський «Олком», з яким уклав дворічний контракт. Рік по тому «Олком» розформувало з фінансових причин.
Новим місцем роботи Дмитра Олексійовича у 2011 році стала луганська «Зоря», де почав працювати у селекційному відділі. Кара-Мустафа зумів знайти для клубу таких гравців як Тоні Шуніч, Никола Ігнятієвич, Данило та Яннік Болі. У липні 2016 року його було призначено старшим тренером команди «Зорі» (U-19), де працював наступні три роки. Його вихованцями там стали Владислав Ємець та Сергій Майборода.
У січні 2020 року став старшим тренером у солігорському «Шахтарі» в штабі Юрія Вернидуба, який раніше працював у «Зорі». Залишив команду наприкінці серпня 2021 року, після відставки Вернидуба. Наприкінці року Вернидуб став біля керма тираспольського «Шерифа», а Кара-Мустафа обійняв посаду його помічника. З 31 грудня 2020 року володіє тренерською ліцензією УЄФА категорії «А».

## Досягнення
«Металург» (Маріуполь)
- Перша ліга України
  -  Бронзовий призер (1): 1996/97

- Друга ліга України
  -  Чемпіон (1): 1995/96

## Сім'я
Дружина — Тетяна Кара-Мустафа. Син — Олексій Кара-Мустафа, який отримав у п'ятирічному віці 3-й дорослий розряд з шахів.